# 通関情報処理センター
独立行政法人通関情報処理センター（どくりつぎょうせいほうじんつうかんじょうほうしょりせんたー、Nippon Automated Cargo Clearance System Operation Organization）は、財務省所管で廃止された独立行政法人。所在地は、東京都港区港南2-12-27 イケダヤ品川ビル7階。
2008年10月1日、解散し、輸出入・港湾関連情報処理センター株式会社（特殊会社）に改組された。

## 概要
国際輸出入貨物に関する税関手続きをはじめ、隣接する民間業務を含めて、オンラインにより迅速に処理を行う電子情報システム(NACCS)の運営管理。

## 沿革
- 1977年10月1日 - 認可法人として、航空貨物通関情報処理センターを設立。
- 1991年10月1日 - 業務対象を海上貨物にも拡大し、法人名称を通関情報処理センターに変更。
- 2003年10月1日 - 独立行政法人化に伴い、独立行政法人通関情報処理センターに改組移行[2]。
- 2008年10月1日 - 特殊会社化に伴い、輸出入・港湾関連情報処理センター株式会社に改組移行。